# Breuil, Somme

Breuil este o comună în departamentul Somme, Franța. În 1 ianuarie 2022 avea o populație de 45 de locuitori.